# General Electric J47
El General Electric J47 (designación de la compañía: TG-190) fue un turborreactor desarrollado por General Electric a partir del J35, que voló por primera vez en mayo de 1948. El J47 fue el primer turborreactor de flujo axial aprobado para uso comercial en Estados Unidos. Fue utilizado por muchos tipos de aviones y fueron fabricados 30.000 ejemplares hasta que su producción cesó en 1956. Estuvo en servicio militar estadounidense hasta 1978.

## Aplicaciones
- North American B-45 Tornado
- Boeing B-47 Stratojet
- Convair B-36
- North American F-86 Sabre
- North American F-86D Sabre
- North American FJ-2 Fury
- Boeing KB-50J Superfortress
- Boeing KC-97L Stratotanker
- Martin XB-51
- Curtiss-Wright XF-87 Blackhawk
- Republic XF-91 Thunderceptor

### Desarrollos relacionados
- General Electric J35
- General Electric J73

- Datos: Q473532
- Multimedia: General Electric J47 / Q473532